# Spoorlijn Liskeard - Looe

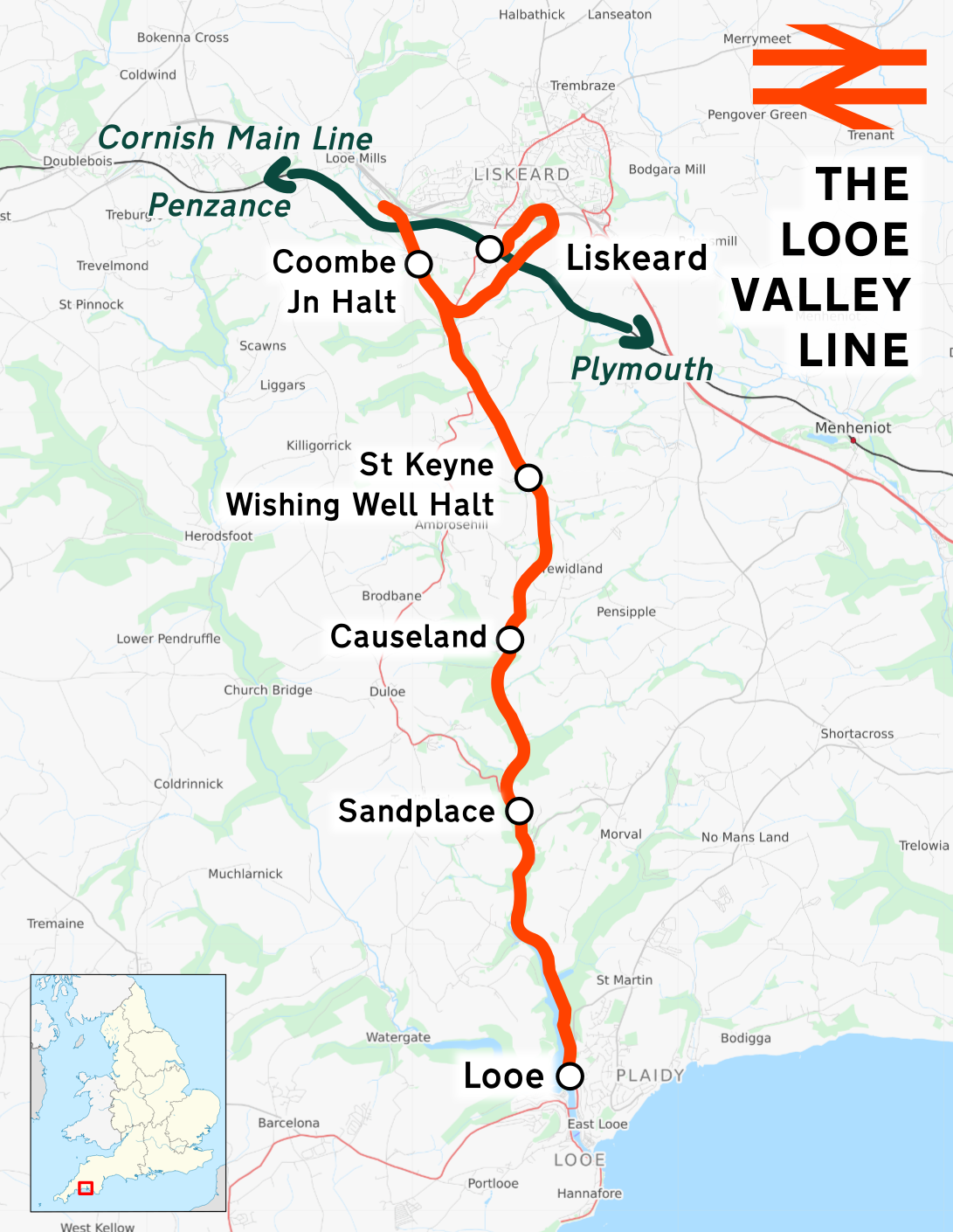
Spoorlijn Liskeard - Looe

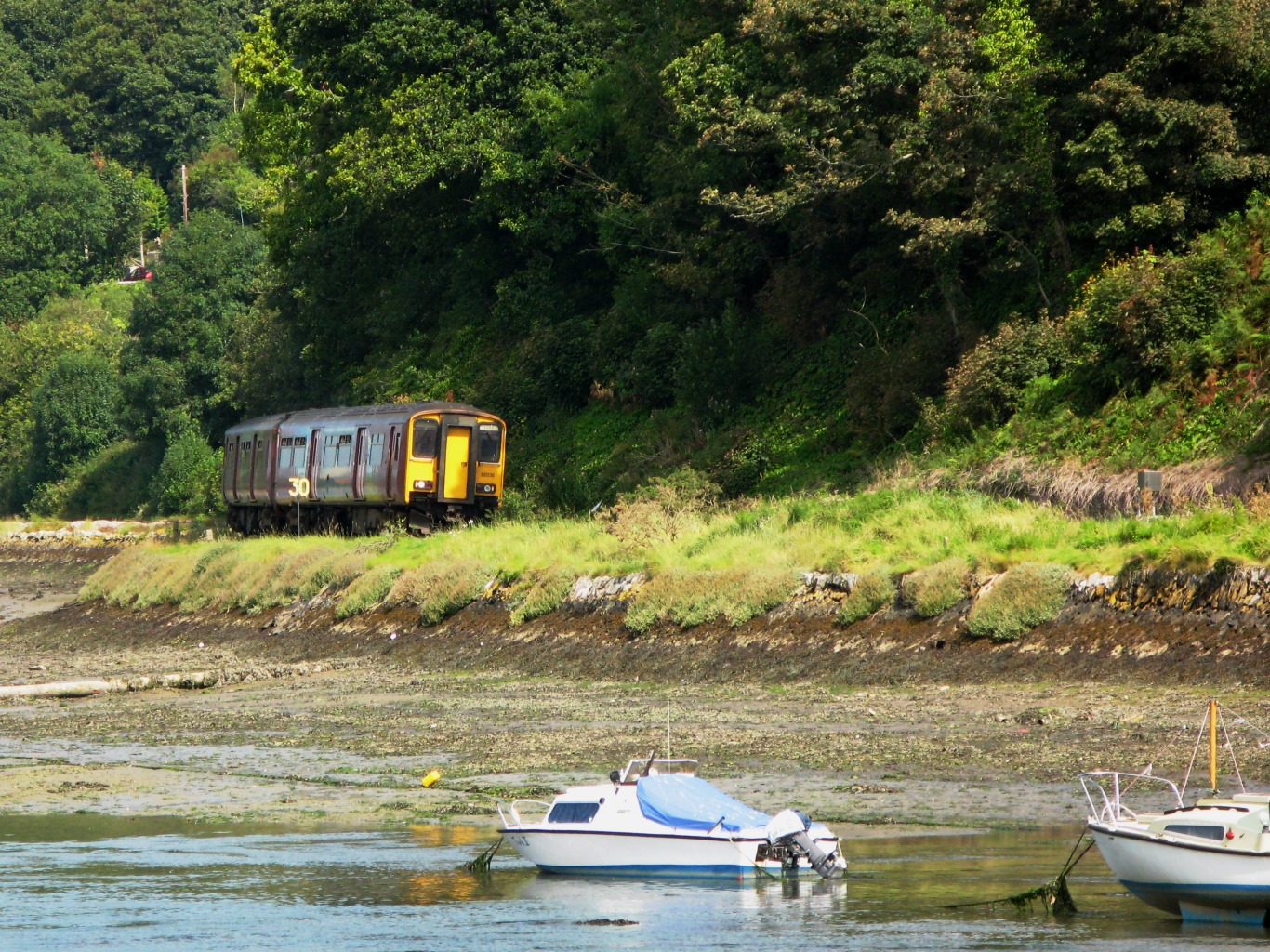
Trein bij de rivier nabij Looe, 2008.

De spoorlijn Liskeard - Looe of Looe Valley line is een 13,5 kilometer lange spoorlijn in het Engelse Cornwall, die Liskeard verbindt met Looe door de vallei van de East Looe rivier. De spoorlijn wordt geëxploiteerd door Great Western Railway. 
De lijn werd geopend in 1860. De lijn kent dieseltractie en is enkelsporig. In het beginstation Liskeard staat het perron haaks op het perron van de Cornish Main Line Plymouth - Penzance. Opvallend is dat kort na het vertrek de trein kopmaakt in Coombe Junction, waar een halte is die zelden wordt bediend, en zijn weg vervolgt richting Looe, omdat anders de bocht en het hoogteverschil niet kunnen worden genomen.
Tussen Liskeard en Looe bevinden zich drie tussenstations St Keynes Wishing Well Halt, Causeland en Sandplace, die alleen op verzoek worden aangedaan. Men moet zelf de conducteur waarschuwen of de hand opsteken om de machinist te laten stoppen. De overwegen op deze spoorlijn zijn onbewaakt en de trein passeert deze dan ook luid toeterend.
De spoorlijn kent een onregelmatige uur- of anderhalfuurdienst en er kan worden volstaan met één treinstel. In de wintermaanden wordt er op zondag niet gereden, evenals na ca. 19.00 uur. De rijtijd is iets minder dan een half uur.